# ستيف ويست
ستيف ويست هو سياسي كندي، ولد في 21 مايو 1943 في لندن في كندا. حزبياً، نشط في الرابطة التقدمية المحافظة في ألبرتا ‏. وقد انتخب عضو الجمعية التشريعية ألبرتا.